# Combinada nòrdica als Jocs Olímpics d'hivern de 1994
Als Jocs Olímpics d'Hivern de 1994 celebrats a la ciutat de Lillehammer (Noruega) es disputaren dues proves de combinada nòrdica en categoria masculina. Aquesta fou l'última vegada que la prova de relleus es realitzà amb el format de tres esquiadors, realitzant-se amb quatre esquiadors a partir de la següent edició.
La prova individual es realitzà entre els dies 18 (prova de salt amb esquís) i 19 de febrer (prova de 15 quilòmetres d'esquí de fons), i la prova per equips entre els dies 23 i 24 de febrer de 1994 a les instal·lacions esportives del Birkebeineren Skistadion i el Lysgårdsbakkene. Hi participaren un total de 53 esquiadors de 16 comitès nacionals diferents.

## Resum de medalles
| Prova                    | Or                                              | Argent                                                            | Bronze                                                    |
| Individual Detalls       | Fred Børre Lundberg                             | Takanori Kono                                                     | Bjarte Engen Vik                                          |
| Relleus 3x10 km. Detalls | JapóTakanori Kono · Masashi Abe · Kenji Ogiwara | NoruegaKnut Tore Apeland · Bjarte Engen Vik · Fred Børre Lundberg | SuïssaJean-Yves Cuendet · Hippolyt Kempf · Andreas Schaad |

## Medaller
| Posició | País    | Or | Argent | Bronze | Total |
| 1       | Noruega | 1  | 1      | 1      | 3     |
| 2       | Japó    | 1  | 1      | 0      | 2     |
| 3       | Suïssa  | 0  | 0      | 1      | 1     |
|         |         |    |        |        |       |
| Total   | Total   | 2  | 2      | 2      | 6     |